# Масеру (район)
Ма́серу (сесото Maseru) — один из 10 районов Лесото. Административным центром и единственным городом является Масеру, который одновременно является и столицей этого государства. Площадь района — 4279 км². Население — 431 998 человек (2006). Плотность населения — 100,96 чел./км².

## Географическое положение
Район Масеру граничит на западе с провинцией Фри-Стейт (ЮАР); на севере с районом Берья, на востоке с районом Таба-Цека, на юге — с Мохалес-Хук и на юго-западе с районом Мафетенг.

## Административное деление
Район делится на 17 округов и 22 местных совета.

### Округа
- Абиа
- Коро-Коро
- Литабаненг
- Литотенг
- Маама
- Мачаче
- Макхаленг
- Малецуньяне
- Масеру-Сентрал
- Мациенг
- Мотимпосо
- Цгеме
- Цгвалинг
- Роте
- Стейдиум-Эриа
- Таба-Босиу
- Таба-Пуцва

### Местные советы
- Абиа
- Ликаланенг
- Лилала
- Литабаненг
- Литотенг
- Макхека
- Макхваране
- Макхаланенг
- Маколопецане
- Маноньяне
- Масеру-Сентрал
- Мазенод
- Мохлакенг
- Мотимпосо
- Ньякособа
- Цгилване
- Цгвалинг
- Ратау
- Рибаненг
- Семонконг
- Стейдиум-Эриа
- Телле